# Rákosmente
Rákosmente – XVII. dzielnica Budapesztu leżąca na Dunaju; położona na wschodzie miasta. Jest to największa dzielnica stolicy Węgier o powierzchni 54,83 km². Jest 25 razy większa od XVI dzielnicy miasta. Jej nazwa i nazwy jej części pochodzą od przepływającego przez nią potoku Rákos. 

## Położenie
Na północnym zachodzie Rákosmente graniczy z XVI. dzielnicą miasta, na zachodzie częściowo graniczy z Kőbánya, na południowym zachodzie graniczy częściowo z Pestszentlőrinc-Pestszentimre.
Równina peszteńska jest obszarem pagórkowatym. Tutaj znajduje się najwyżej położony punkt miasta – Leśne Wzgórze (241 m).
Prawie 50 hektarów dzielnicy stanowi bagno Merzse-mocsár, które jest jednym z ostatnich terenów podmokłych Budapesztu. Znajduje się tutaj 130 gatunków liściastych, 51 gatunków roślin jednoliściennych oraz 11 gatunków ptaków; w tym dwa chronione: czapla siwa i kobczyk czerwony.

## Części Rákosmente
- Akadémiaújtelep
- Madárdomb
- Rákoscsaba
- Rákoscsaba-Újtelep
- Rákoshegy
- Rákoskeresztúr
- Rákoskert
- Rákosliget
- Régiakadémiatelep

## Transport
W dzielnicy znajduje się Örs vezér tere (początek linii metra M2), które przechodzi w Kerepesi út oraz Köbánya-Kispest (początek linii M3). Drogą Bökényfoldi Cinkotai lub obwodnicą Kerepesi Kereszturi można dostać się do Pesztu. Ulica Peszteńska (Pesti út) prowadzi do centrum dzielnicy. W godzinach porannych i popołudniowych na trasie przeciwnej do centrum miasta jest duże zagęszczenie ruchu, na skutek czego drogi wewnętrzne Pesztu w tej dzielnicy miasta są prawie nieużywane.

### Kolej
Dzielnica biegnie przez północną część autostrady M80a, gdzie znajduje się linia kolejowa Budapeszt – Hatvan oraz przez południową część autostrady 120a, przy linii kolejowej Budapeszt – Szolnok. W dzielnicy znajduje się dworzec kolejowy oraz parking P+R.

## Kultura w dzielnicy
W dzielnicy znajduje się teatr Gozón Gyúla Kamaraszínház oraz Centrum Kulturalne im. Alexandra Vigyázó. Dawniej w dzielnicy znajdowało się kino; jednak po upadku komunizmu zostało zamknięte.
W dzielnicy znajduje się bagno Merzse, które obecnie stanowi rezerwat, oraz jezioro Naplás. Można odwiedzić wystawę ceramiki w domu Béli Bartóka oraz dom, w którym jest wystawa drewnianych przedmiotów. Jest tu również zamek Podmaniczky-Vigyázó w stylu barokowym, zbudowany w 1760 r. W dzielnicy znajduje się pomnik papieża Jana Pawła II.

## Kościoły
- Główny Kościół Parafialny Św. Jana Nepomucena
- Kościół Parafialny Św. Krzyża
- Dom modlitwy Jana Chrzciciela
- Kościół kalwinistyczny
- Kościół kalwinistyczny Rákosligeti
- Kościół Matki Bożej Węgierskiej
- Parafia Św. Teresy z Lisieux Rákosligeti
- Kościół parafialny Arpadów pod wezwaniem Św. Elżbiety Rákoscaba
- Kościół Pawła Apostoła Rákoskeresztúr
- Kościół reformowany Rákoskeresztúr
- Kościół luterański Rákoshegy
- Kościół luterański Rákoscaba
- Kościół luterański Rákoskeresztúr
- Kościół Matki Bożej Chroniącej Prawosławny Kościół

## Edukacja
W dzielnicy znajduje się co najmniej jedno prywatne przedszkole, szkoła podstawowa oraz uczelnia pod wezwaniem św. Pawła.

## Multimedia
Dzielnica posiada własną stację radiową (Radio 17) oraz telewizyjną (Rákosmente 17). Wydawany jest dwutygodnik Posłaniec Rady Powiatu oraz miesięczniki Helyi Hírek,  Helyi Théma,  Rákosmenti Miújság, Rákosvidék, Tizenhetedik, Hírmentén.

## Miasta partnerskie
- Gyergyószetmiklós, Rumunia
- Lovran, Chorwacja
- Krosno, Polska